# Palacio de Schleißheim

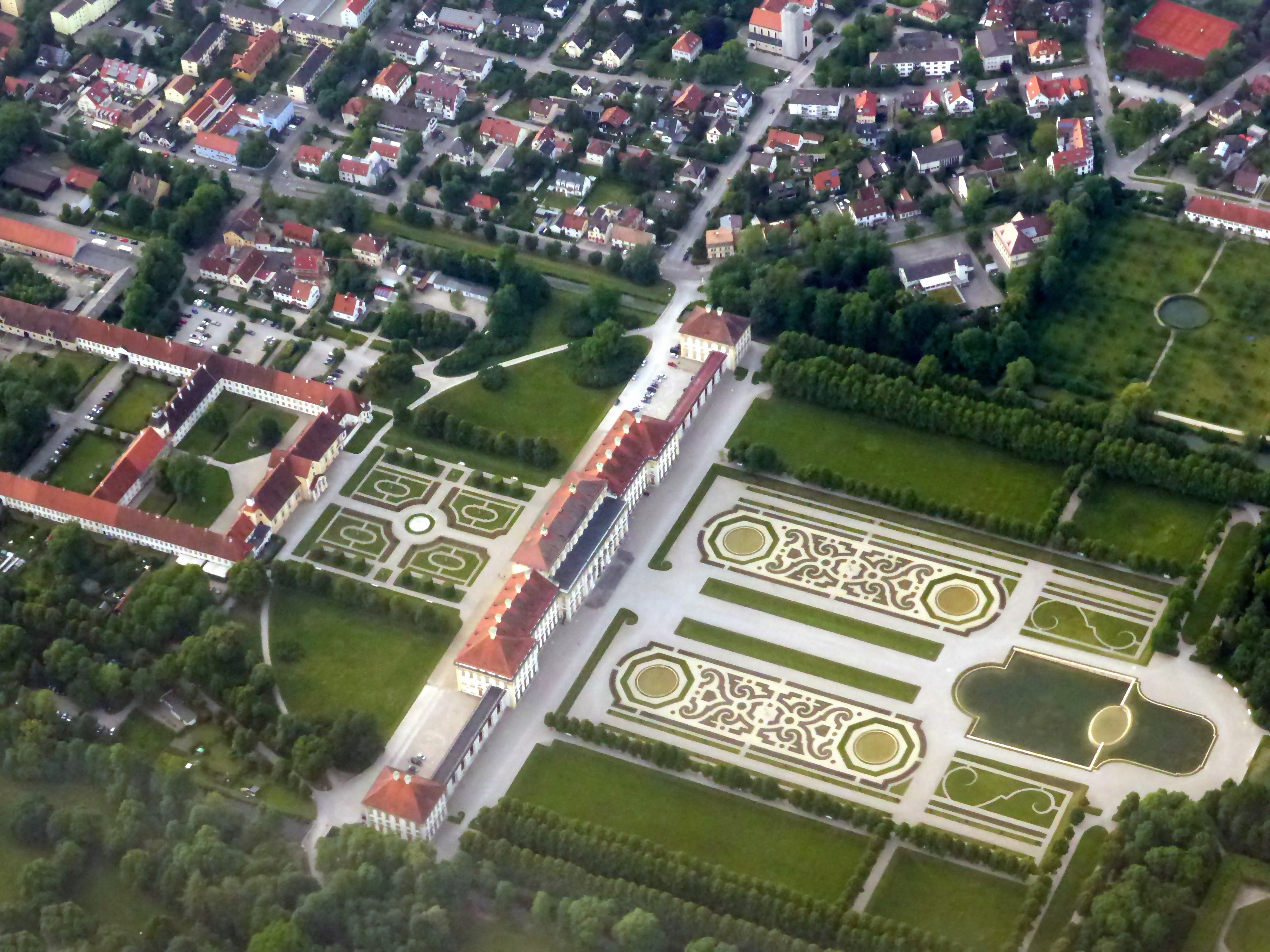
Vista aérea del conjunto

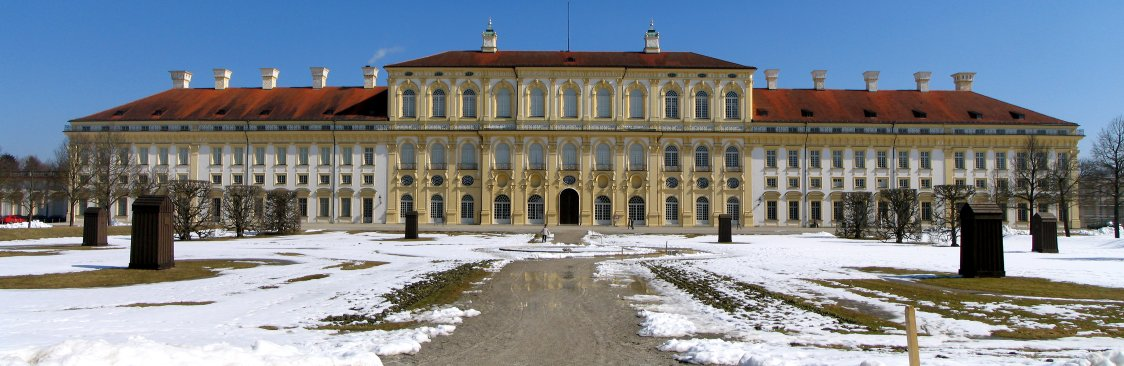
Vista del Palacio Nuevo (oeste)

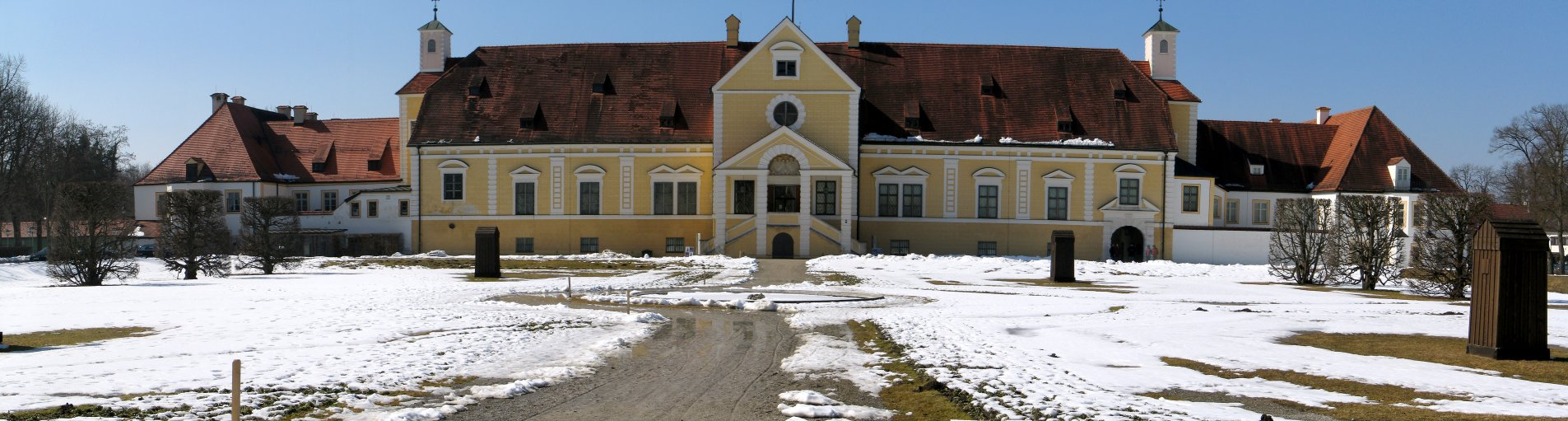
Vista del Palacio Antiguo (este)

El palacio de Schleißheim (en alemán: Schloss Schleißheim) es un complejo palaciego alemán situado en el municipio de Oberschleißheim, al norte de Múnich. Comprende tres palacios: el Palacio Antiguo de Schleißheim y el Palacio Nuevo de Schleißheim, que se encuentran en el área occidental del parque, y el Palacio de Lustheim, situado en el área oriental del parque. El complejo se creó como residencia estival de los soberanos bávaros y es uno de los conjuntos barrocos más importantes del país.
Actualmente es un complejo museístico que alberga:
- Colección ecuménica de Gertrud Weinhold (Museo sucursal del Museo Nacional Bávaro, Palacio Antiguo);
- Colección de Prusia Oriental y Occidental (Museo Nacional Bávaro, Palacio Antiguo);
- Colección de porcelana de Meissen (Museo Nacional Bávaro, Palacio de Lustheim);
- Schlossmuseum (Museo de decoración interior, Palacio Nuevo y Palacio Lustheim) ;
- Galería de pinturas barrocas (parte de las Colecciones de Pintura del Estado de Baviera, Palacio Nuevo).

## Historia
El Palacio Antiguo de Schleißheim (Altes Schloss) se construyó entre 1617 y 1623 en un lugar donde ya había una edificación anterior. La dirección de los trabajos estuvo confiada al arquitecto Heinrich Schön. 
El Palacio de Lustheim (Schloss Lustheim) se edificó entre 1684 y 1685 en la parte opuesta del complejo, a más de un kilómetro de distancia del Palacio Antiguo, y se utilizó principalmente como pabellón de caza. La dirección de los trabajos estuvo en manos del arquitecto Enrico Zuccalli.
El Palacio Nuevo de Schleißheim (Neues Schloss) se construyó entre 1701 y 1726 por orden del príncipe elector Maximiliano II Manuel de Baviera y fue también obra de Zuccalli. El complejo fue finalizado por su colega Joseph Effner.
El edificio sufrió daños severos durante la Segunda Guerra Mundial y fue restaurado entre los años 1970 y 1990.

## Descripción

### Parque

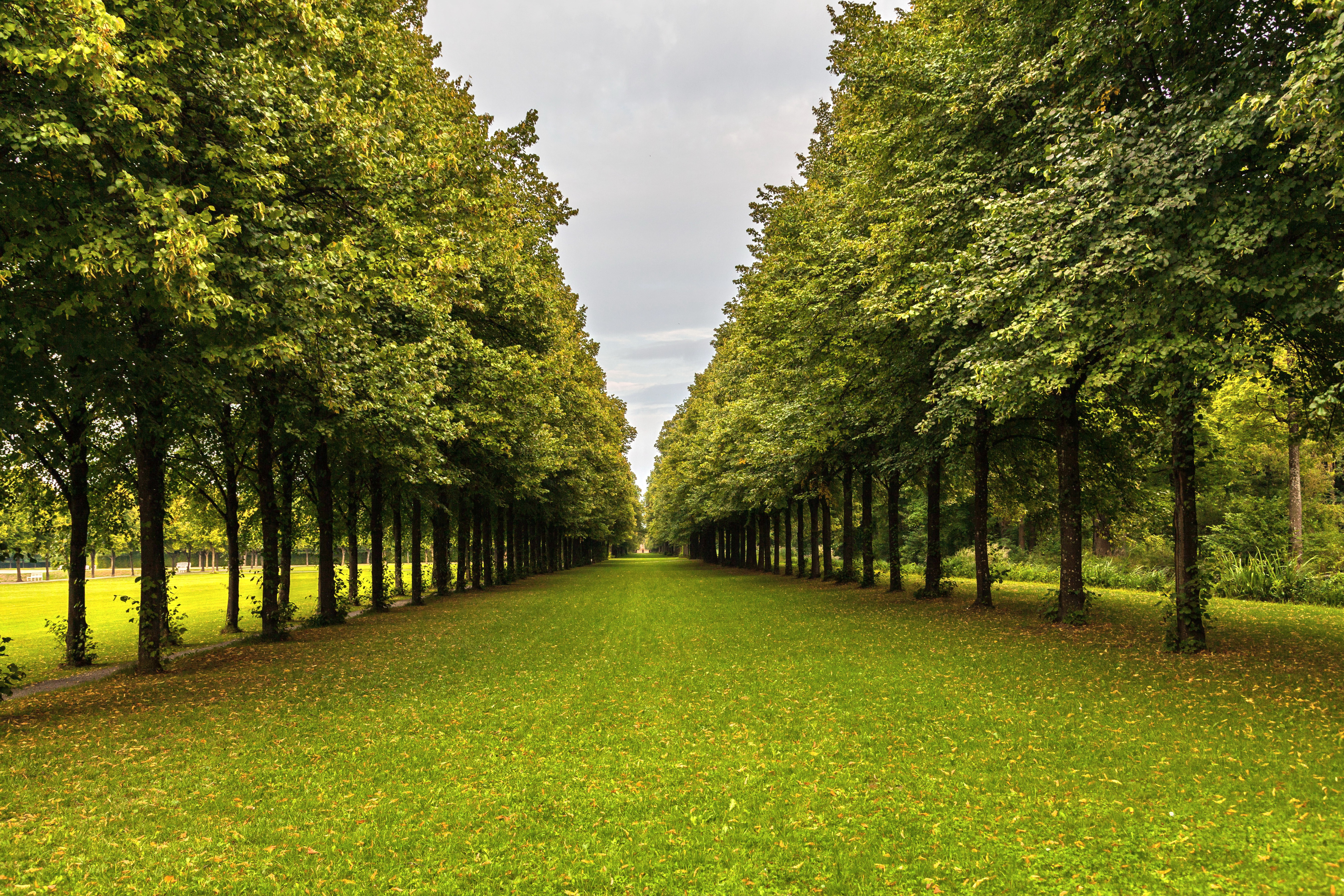
Vista del parque.

El área en la cual se encuentran los tres complejos arquitectónicos se extiende más de un kilómetro de este a oeste y se caracteriza por la presencia de un vasto parque francés monumental delimitado por una zanja circular.

### Palacio Antiguo de Schleißheim

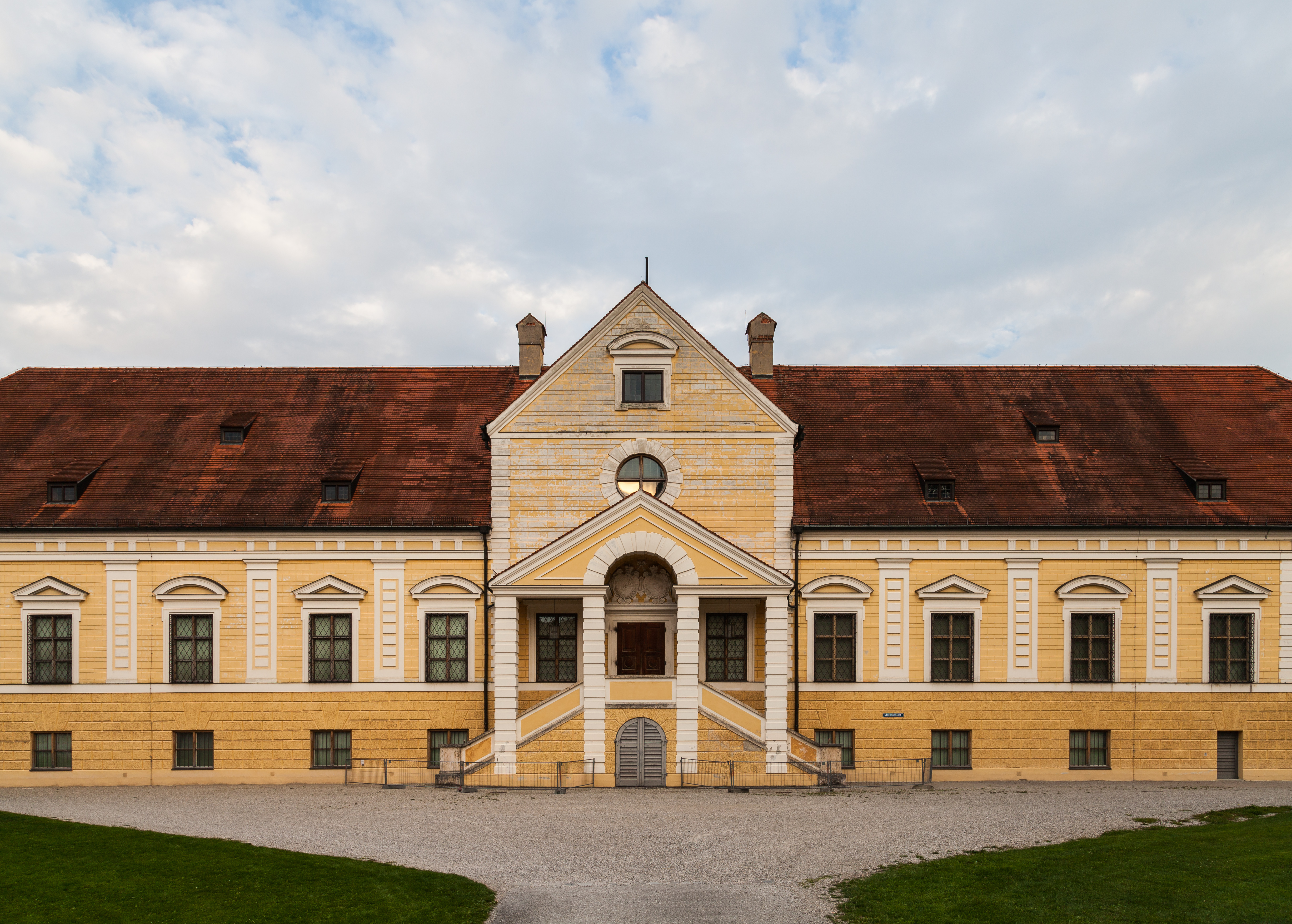
Palacio Antiguo.

El palacio señorial está constituido por un edificio principal de sección rectangular, articulado sobre un único nivel con un sótano semienterrado. El lado oriental está orientado hacia el Palacio Nuevo, mientras que el lado occidental da a un jardín interior y en él se encuentra el acceso principal. Al oeste del jardín interior se halla otro edificio de planta rectangular, situado de forma paralela al primero, que se caracteriza por la torre del reloj que se eleva sobre el centro de la fachada en dirección hacia el Palacio Antiguo y los restos de la edificación existente construida a finales del siglo XVI por Guillermo V de Baviera, antes de la construcción del propio palacio.

### Palacio Nuevo de Schleißheim

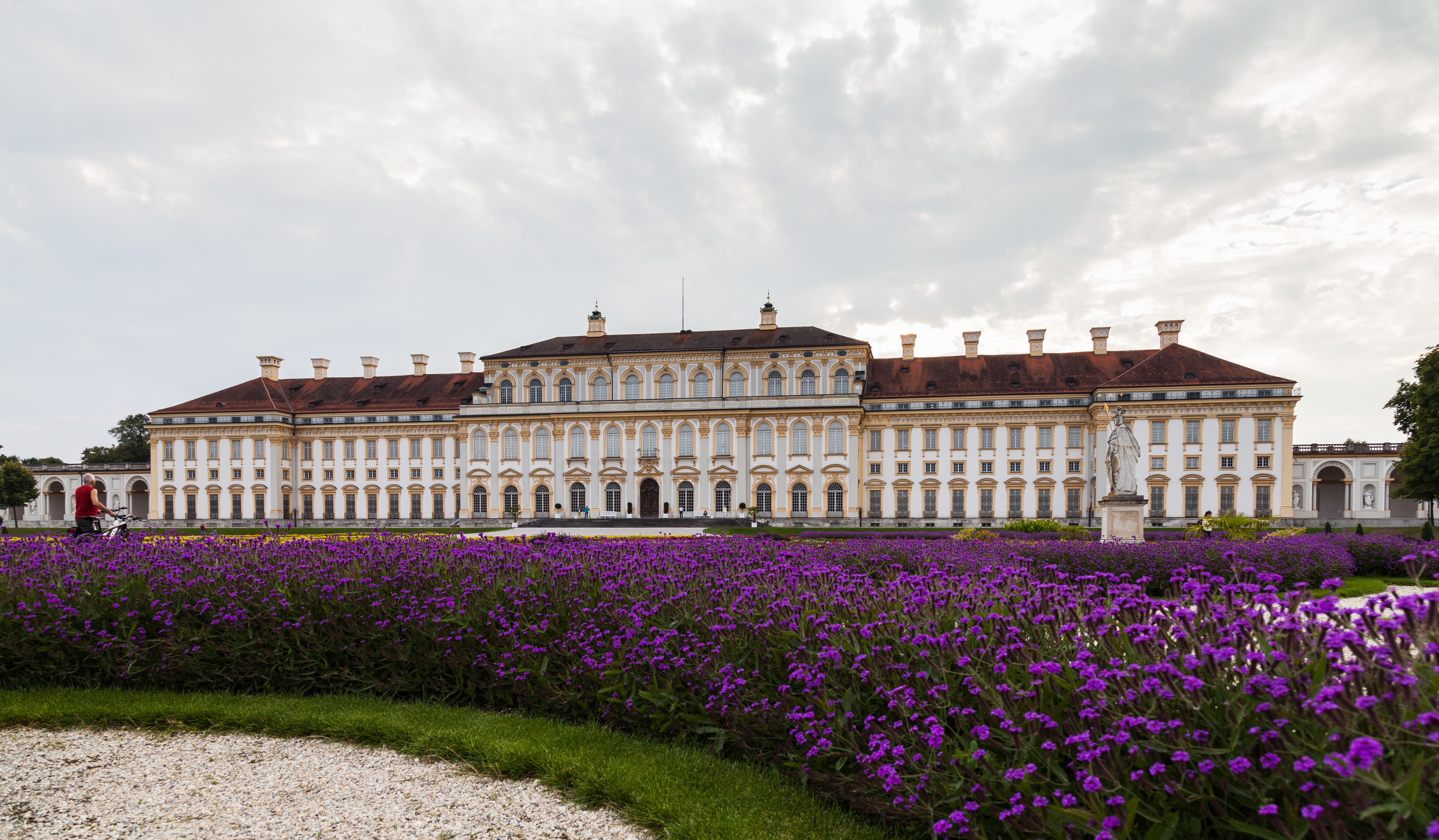
Palacio Nuevo.

Numerosas salas tienen decoración en los techos del pintor veneciano Jacopo Amigoni, con escenas de la Eneide, en las cuales se representa alegóricamante al príncipe como Enea.
El palacio alberga una galería de pinturas barrocas (Staatsgalerie) pertenecientes al Estado bávaro (una de las denominadas "galerías secundarias" frente a las Alte Pinakothek de Múnich, aunque la calidad de las obras expuestas, especialmente desde 2001, es muy alta). Entre los más importantes pintores representados se encuentran los flamencos Pedro Pablo Rubens, van Dyck; los italianos Ludovico Carracci, Annibale Carracci, Guido Reni, El Guercino, Carlo Saraceni, Marcantonio Bassetti, Alessandro Tiarini, Giulio Cesare Procaccini, Carlo Dolci, Francesco Furini, Simone Pignoni, Onorio Marinari, Guido Cagnacci, Pietro da Cortona, Ciro Ferri, Jacopo Amigoni, Luca Giordano, Massimo Stanzione, Andrea Vaccaro, Mattia Preti; los alemanes Joachim Sandrart, Johann Heinrich Schönfeld, Johann Carl Loth y los españoles Alonso Cano, José Antolínez, José de Ribera y escuela de El Greco; además de los franceses Gerard Douffet y Nicolas Poussin.

### Palacio de Lustheim

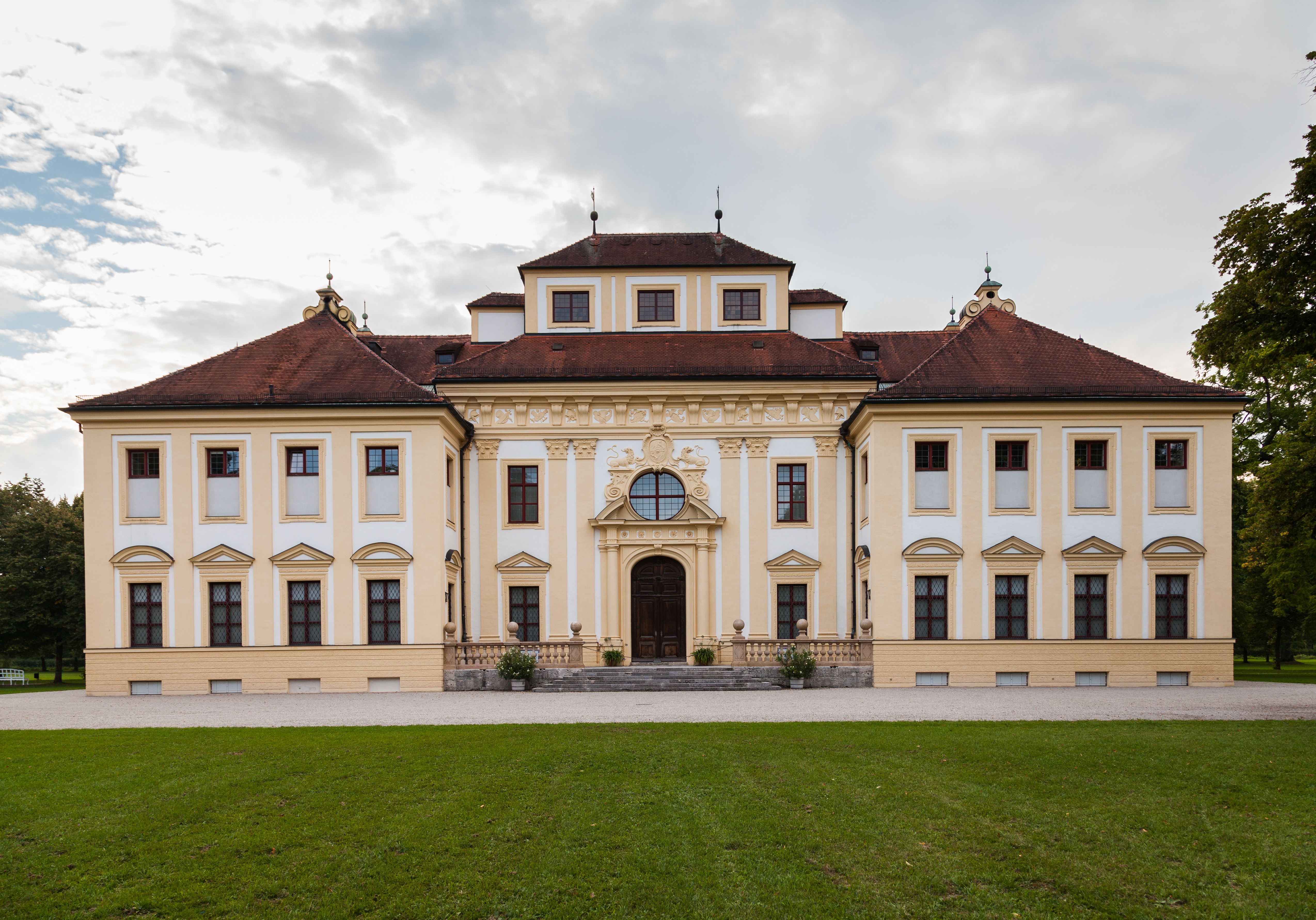
Palacio de Lustheim.

El Palacio de Lustheim se elevanta en el extremo oriental del parque sobre una isla artificial de forma circular delimitada por un canal concéntrico.
La estructura arquitectónica está constituida por una nave central adosada a dos partes delanteras laterales. El conjunto del complejo presenta una planta en forma de H estilizada. El palacio se articula sobre dos niveles, con una nave con un mirador en la parte superior.
En su interior se conserva una colección de porcelanas de 1971 de manufactura de Meissen perteneciente al Museo Nacional Bávaro.

## Galería de imágenes

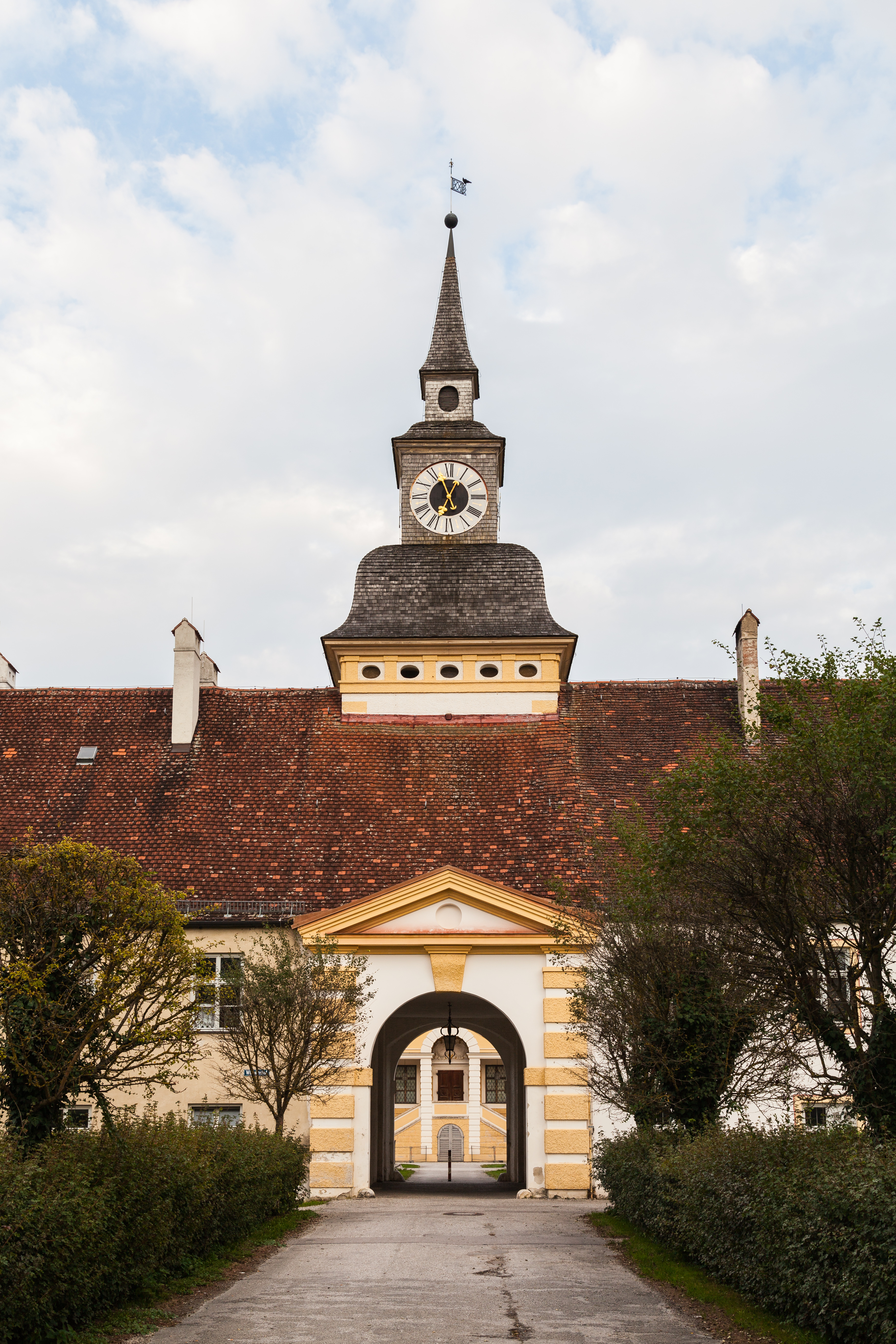
Torre del reloj del Palacio Antiguo.
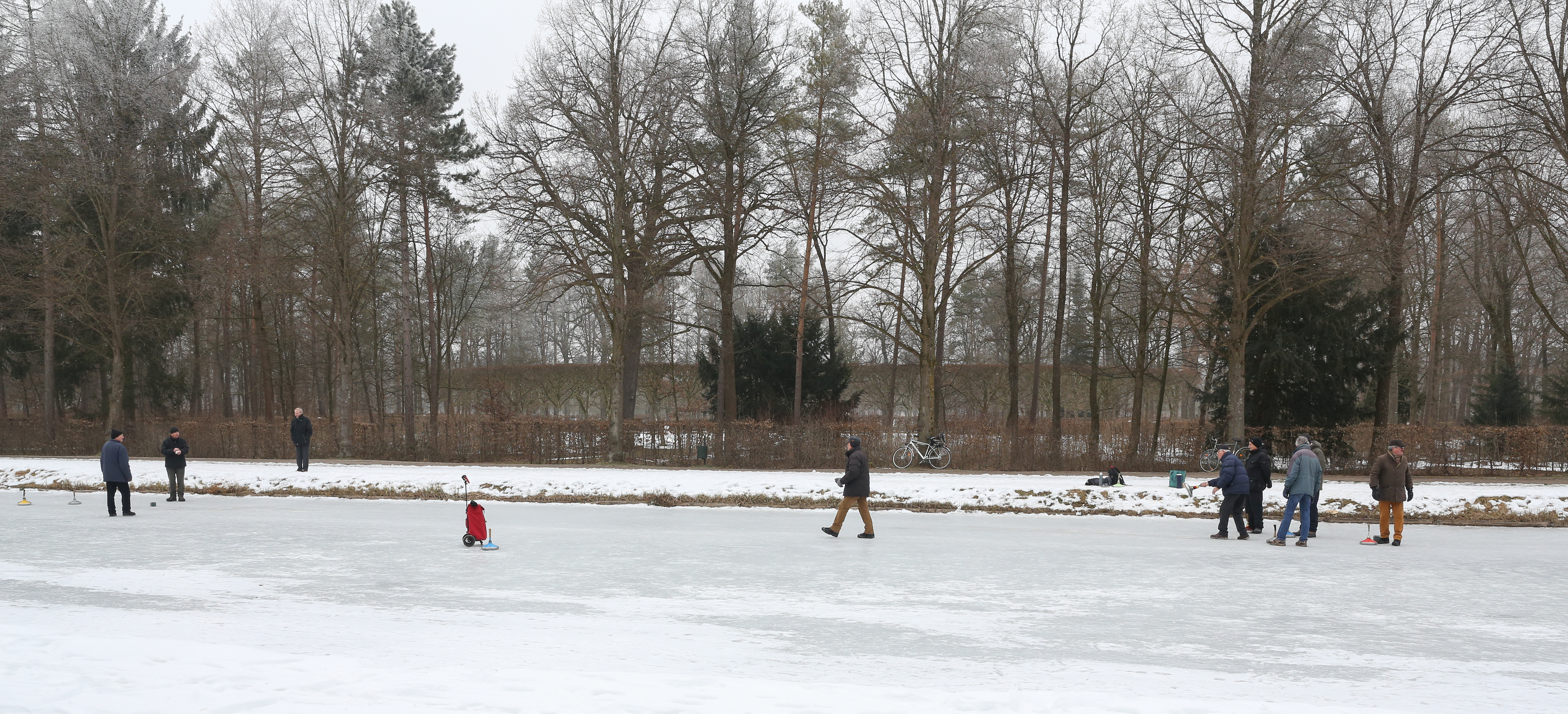
Personas jugando al curling en el canal congelado del parque del palacio.
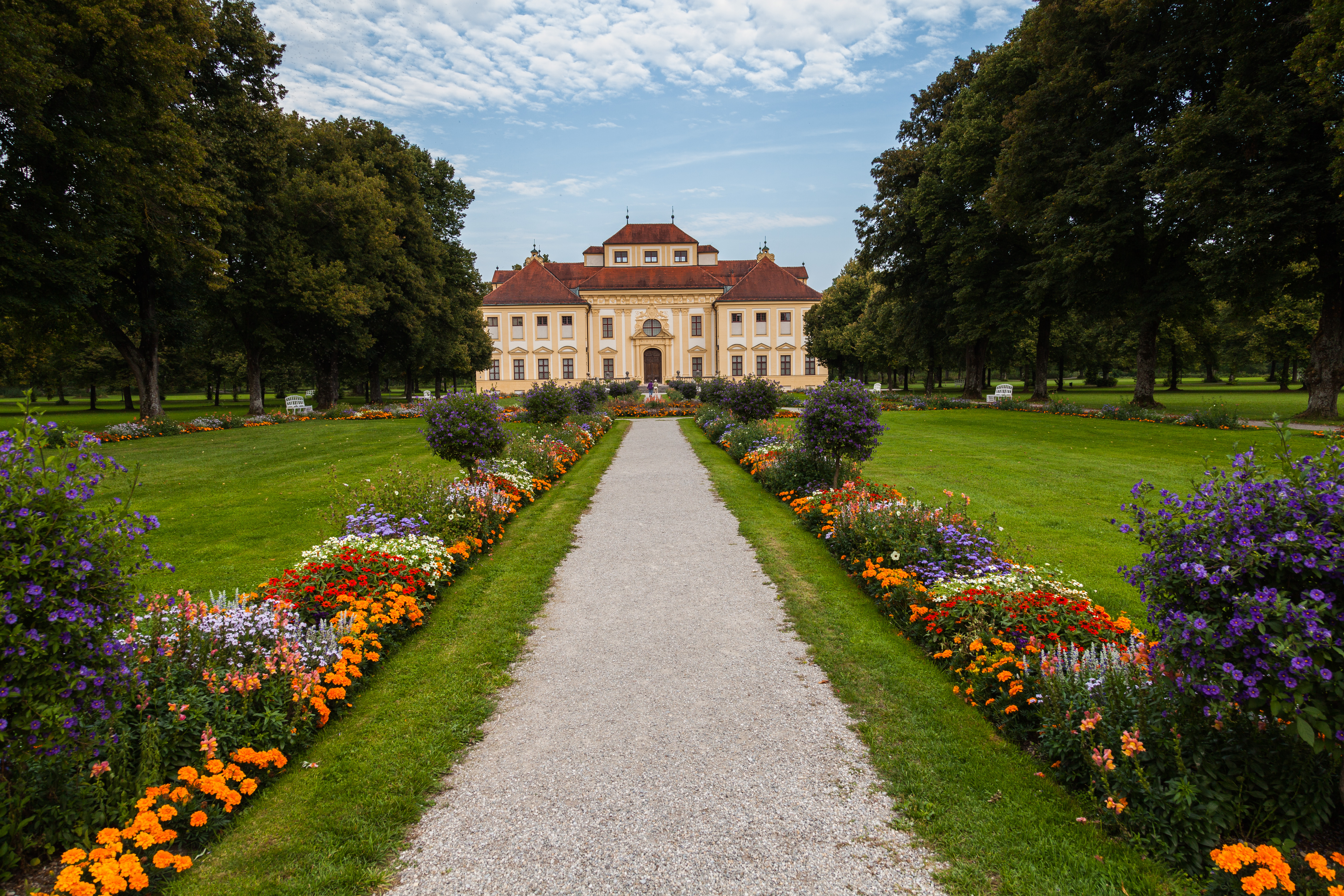
Palacio de Lustheim y detalle del jardín.
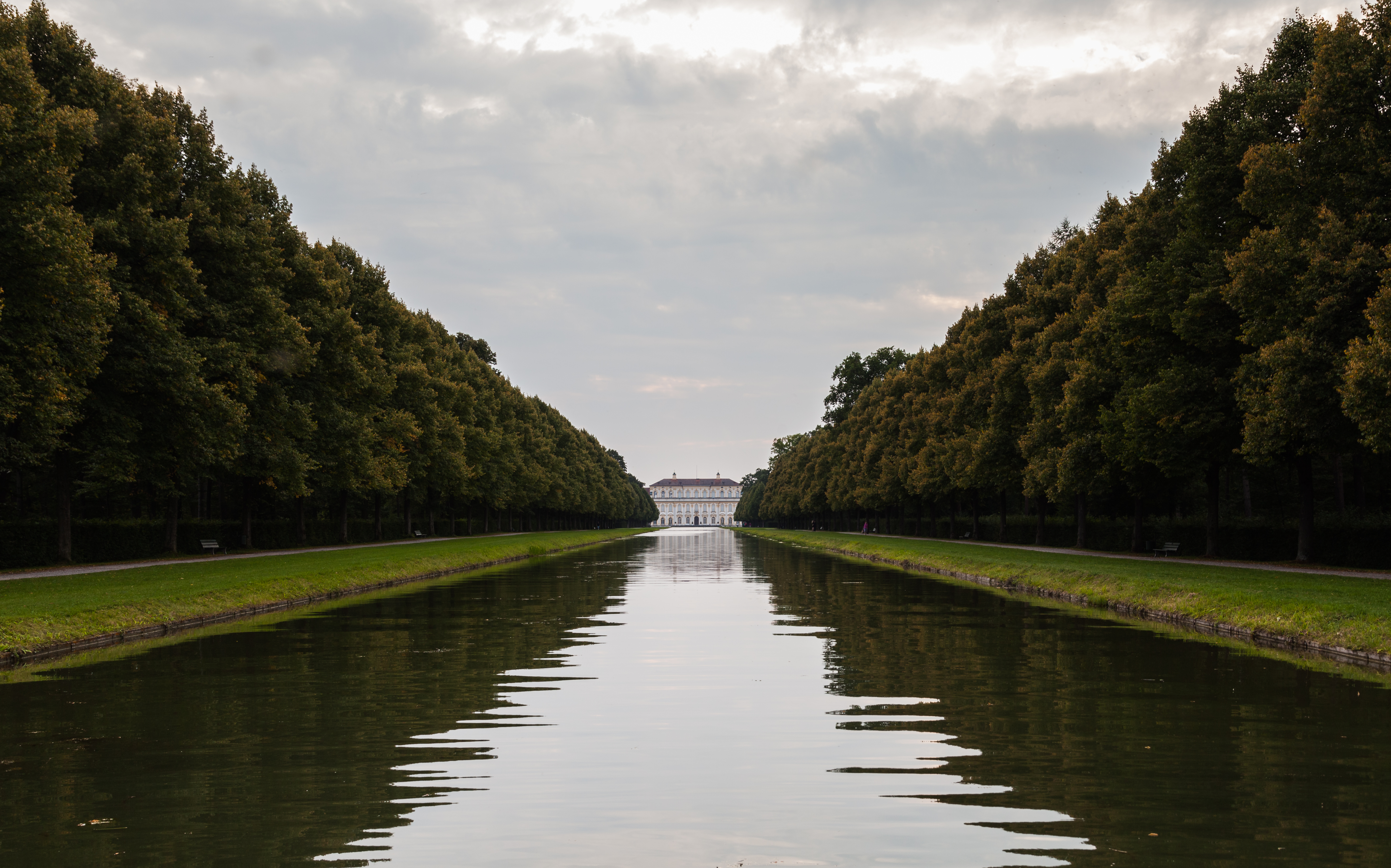
Vista del Palacio Nuevo desde el Palacio de Lustheim con el canal entre ambos.
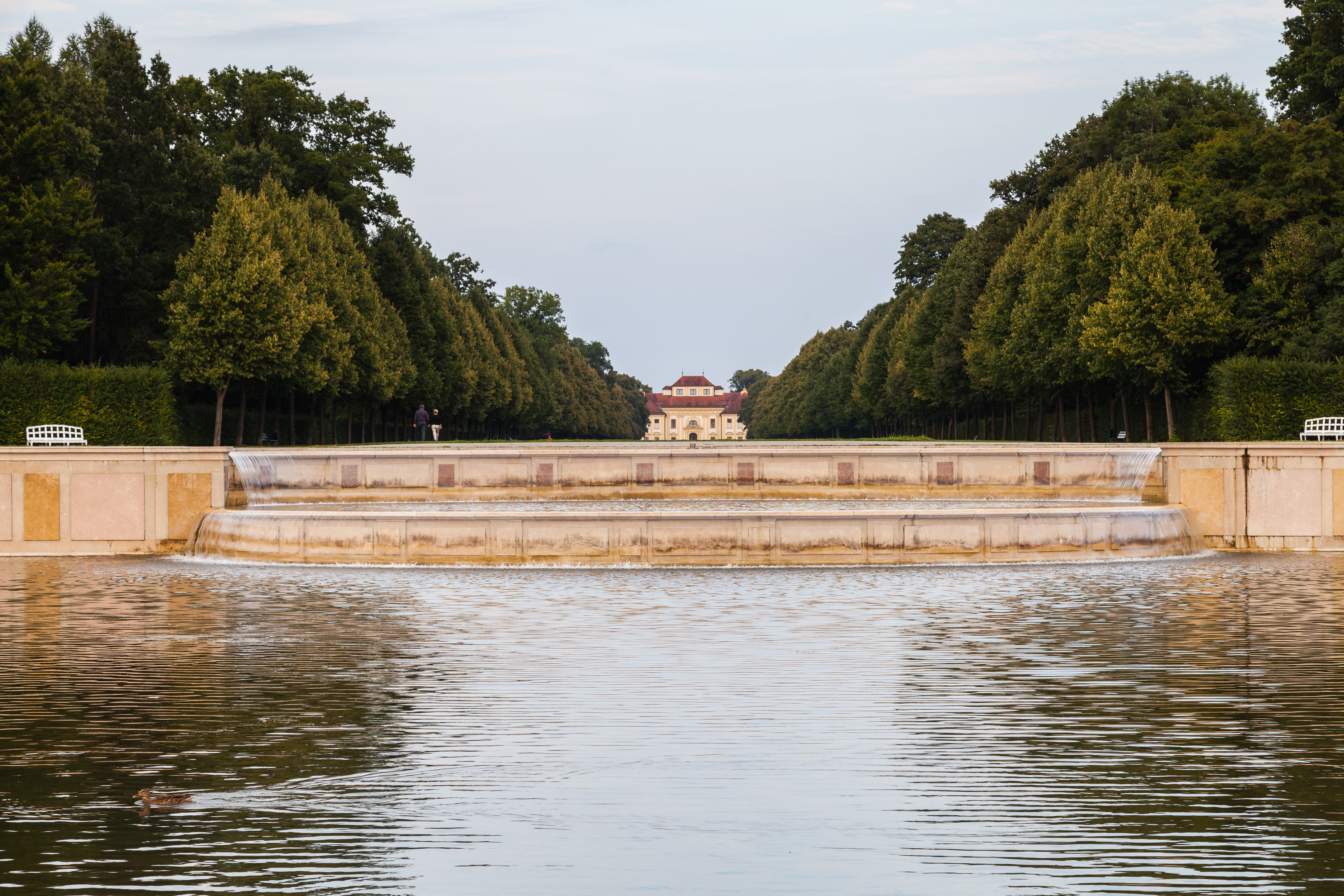
Vista del Palacio de Lushteim desde el Palacio Nuevo.
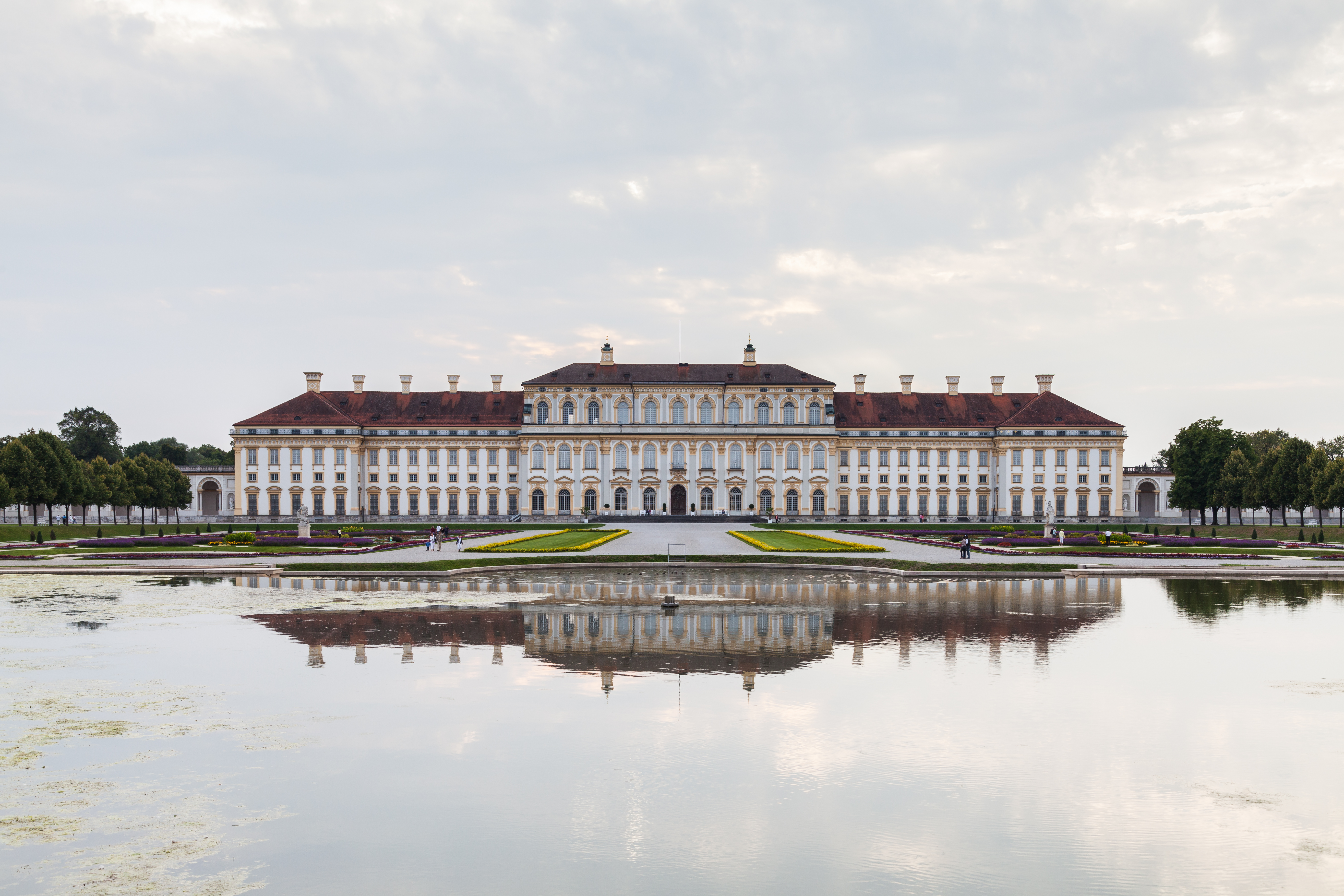
Palacio Nuevo y reflejo.
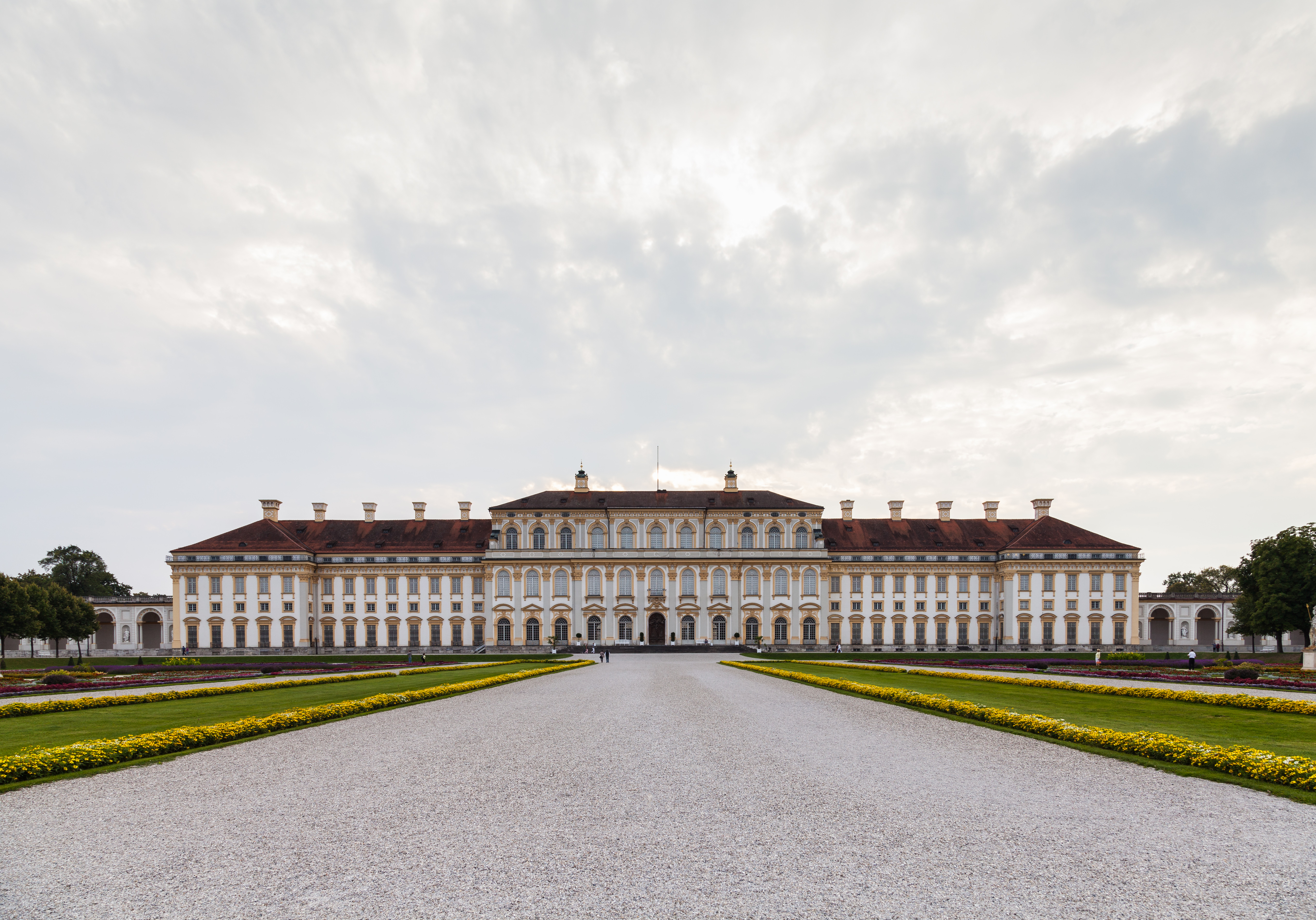
Vista frontal del Palacio Nuevo.
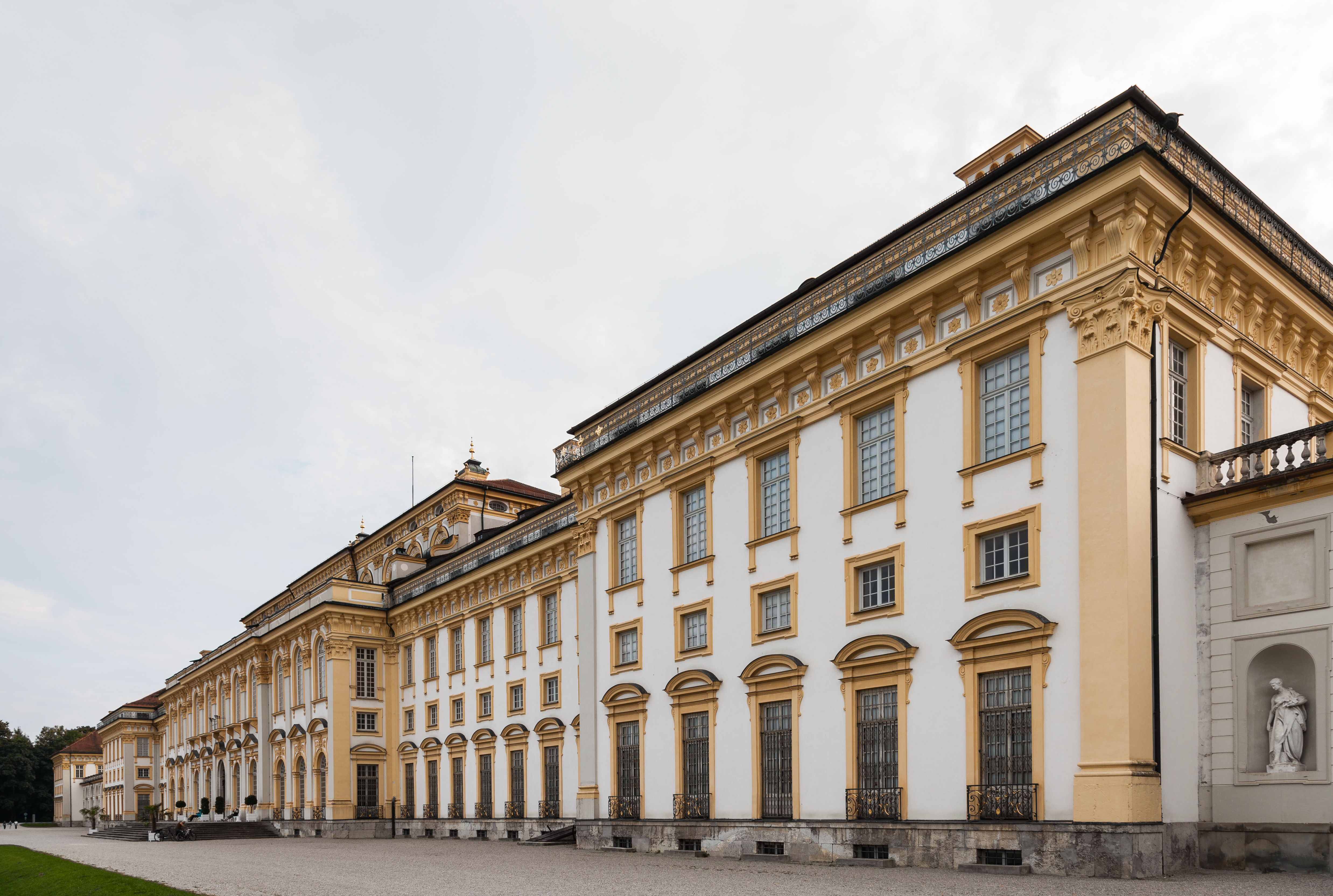
Vista oblicua del Palacio Nuevo.
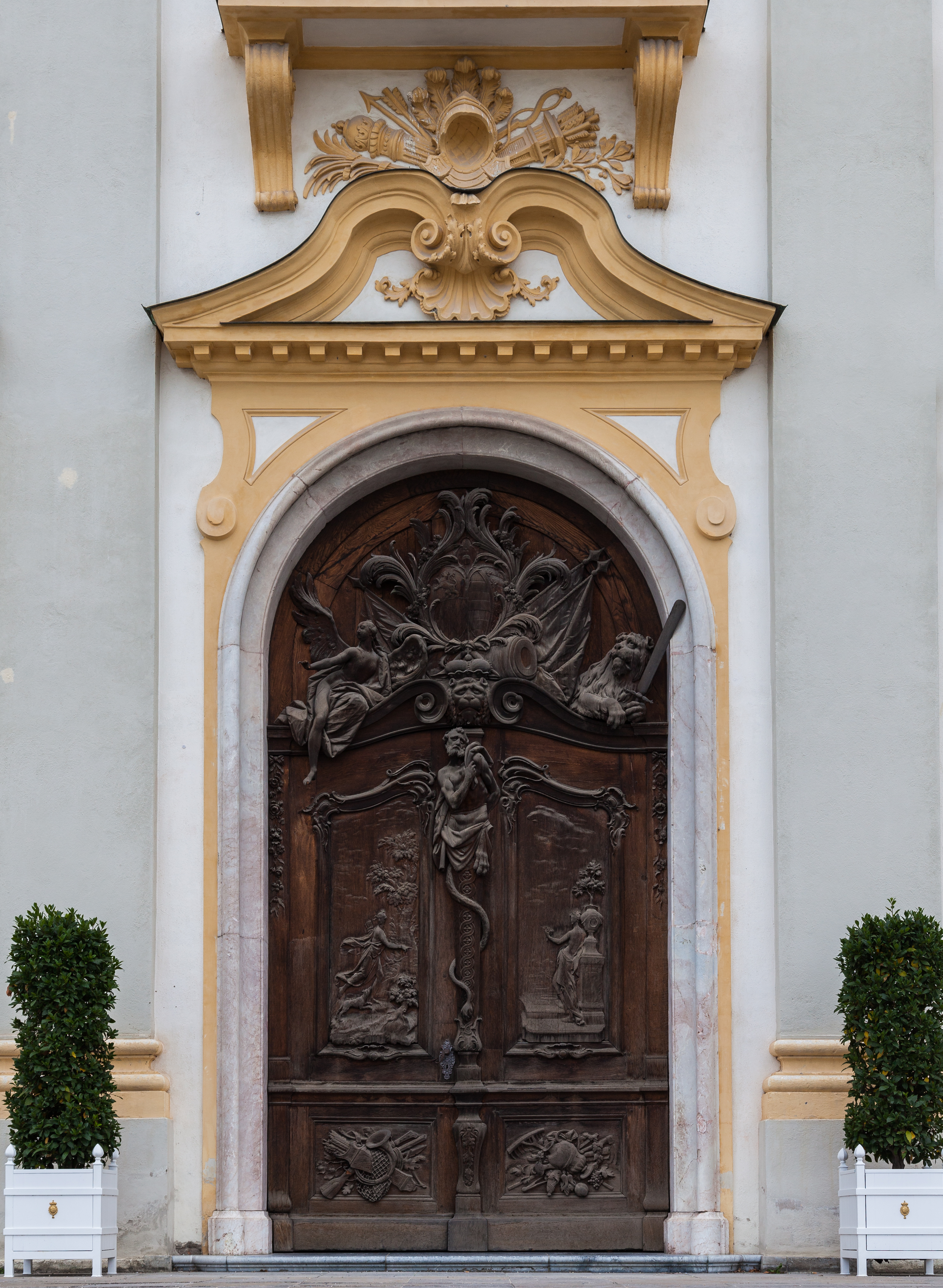
Detalle de una puerta del Palacio Nuevo.

## Filmografía
Cerca de los complejos arquitectónicos y del parque se han rodado escenas de algunas películasː
- Anatole Litvak, Decision Before Dawn, 1951.
- Stanley Kubrick, Paths of Glory, 1957.
- Alain Resnais, El año pasado en Marienbad, 1961.
- Paul W. S. Anderson, Los tres mosqueteros, 2011.